# Инсипидни дијабетес
Инсипидни дијабетес (лат. diabetes insipidus) је болест, која настаје услед неодговарајуће секреције антидиуретског хормона из хипофизе или поремећаја на нивоу бубрега који не могу адекватно да одговоре на секрецију овог хормона. Познат је и под називом централни, кранијални или неурогени, односно у другом случају као нефрогени дијабетес.
У узрочнике овог поремећаја убрајају се трауме главе (посебно хируршке интервенције у хипоталамусно-хипофизној регији), тумори, запаљењски процеси (енцефалитис, менингитис, туберкулоза), судовне лезије, грануломске болести, генетички фактори, а постоје и урођени облици ове болести. У око 30-40% случајева узрок болести је непознат, па се говори о идиопатском инсипидном дијабетесу.

## Клиничка слика
Основни симптоми су: полиурија (прекомерно лучење мокраће), ноктурија (учестало ноћно мокрење) и компензаторна полидипсија (појачана жеђ). Код деце се може појавити и енуреза (невољно мокрење). 
Количина излучене мокраће може износити 5-20 литара за 24 сата. Урин је светле боје, мале специфичне тежине и осмоларности, а болесник мокри сваких 30-60 минута у току дана и ноћи. Тешка дехидрација се јавља у случајевима када је механизам жеђи оштећен или ако болесник одбија да уноси течност. У случајевима дехидрације у крви је присутна повећана концентрација натријума, а клинички се појављују симптоми: главобоља, мука, повраћање и конфузија. Пацијенти се жале на сталан осећај умора и поспаности, а често пате и од опстипације (затвора) због скоро потпуне ресорпције воде из дигестивног тракта. 
Могу постојати и други знаци оштећења хипоталамуса (полифагија - појачана глад, хиперсомнија - поспаност, хипертермија и др), а у случају туморске етиологије и одговарајућа симптоматологија.

## Дијагноза
Стандардни тест за доказивање инсипидног дијабетеса је тест дехидрације, а дефинитивна дијагноза поставља се мерењем одговора хормона вазопресина у плазми на осмотску стимулацију остварену инфузијом раствора натријум хлорида. Код кранијалног инсипидног дијабетеса одређује се локализација могућег оштећења помоћу компјутеризоване томографије или нуклеарне магнетне резонанце.

## Лечење
Током лечења се углавном користи дезмопресин — дугоделујући синтетски аналог вазопресина. Терапијски одговор је варијабилан, па се спроводи пажљива контрола, мерењем диурезе и осмоларности плазме и натријума.